# エリプソス
Elipsos（エリプソス）とは、フランスとスペインを結ぶ夜行列車のブランド名および、その列車の列車種別でもあった。あるいは、それらの列車を運営していた合弁企業の名称でもある。
2001年にフランス国鉄とレンフェ（スペイン国鉄）の出資により設立された。
スペインとフランス・スイス・イタリアを直結する「ホテル列車」である。

## 列車
2007年6月改正（2007年夏ダイヤ）における運転系統は以下の通り。列車名にはいずれも、スペインの著名な芸術家の名前が付けられている。
- 407･406列車／409･408列車 "Francisco de Goya"：マドリード・チャマルティン - パリ・オステルリッツ
- 475-474列車／476-477列車 "Joan Miró"：バルセロナ・フランサ - パリ・オステルリッツ
- 273-272列車／274-275列車 "Pau Casals"：バルセロナ・フランサ - ジュネーヴ - チューリッヒ中央
- 371-272-11273列車／11274-274-372列車 "Salvador Dalí"：バルセロナ・フランサ - トリノ - ミラノ中央

なお、"Pau Casals"と"Salvador Dalí"は週3日の運転で、一部区間で併結運転となる。
いずれの列車もタルゴ客車で運用される。フランスとスペインでは軌間が異なるが、客車は軌間可変機構を備えているため、そのまま直通運転が可能である。

## 夜行列車の廃止
TGVのスペイン直通運転、およびAVEのフランス直通運転開始に伴い、2013年12月13日に廃止された。これら高速鉄道の相互乗り入れに当たっては、エリプソス社が「Renfe-SNCF en Cooperación」の名の下にマーケティングを担当している。